# Estação Ecológica Estadual Aratinga
A Estação Ecológica Estadual Aratinga é uma das Unidades de Conservação do Governo do Estado do Rio Grande do Sul, Brasil.
Foi criada em 1997 pelo Decreto Estadual n° 37.345. Sua área é de 5.882 ha, localizando-se entre os municípios de São Francisco de Paula (RS) e Itati. Seu plano de manejo foi regulamentado em 2008 pela portaria n° 91 da Secretaria do Meio Ambiente do Estado. A Estação preserva um trecho do bioma mata atlântica que inclui os ecossistemas floresta ombrófila densa, floresta ombrófila mista e savana gramíneo-lenhosa, além de preservar o arroio Carvalho, tributário do rio Três Forquilhas.